# Boven-Noordzee Groep
De Boven-Noordzee Groep (code: NU) is een groep die deel uitmaakt van de Noordzee Supergroep. De formaties van deze groep vormen het grootste deel van het oppervlak van Nederland en met die van de Midden-Noordzee Groep en de Onder-Noordzee Groep de ondiepe ondergrond van Nederland. De groep bestaat uit van afzettingen uit het Cenozoïcum.